# 부산중부소방서
부산중부소방서(釜山中部消防署, Busan Jungbu Fire Station)는 부산광역시 중구 일부, 동구 일부, 서구를 관할하는 부산광역시 소방재난본부 산하의 소방서이다.
소방서장은 소방정으로 보한다.

## 연혁
- 1939년 4월 1일: 부산소방서 개서
- 1946년 11월 1일: 마산소방서와 진주소방서 분리
- 1947년: 울산소방서 분리
- 1962년 12월 31일: 부산중부소방서로 변경
- 1967년 6월 1일: 현재 청사로 이전, 부산동래소방서 분리

## 조직
| - 청문감사담당관 - 감사감찰계 - 보건안전계 | - 소방행정과 - 소방행정계 - 예산장비계 | - 예방안전과 - 예방지도계 - 소방민원계 | - 구조구급과 - 구조구급계 - 홍보교육계 | - 현장대응단 - 방호계 - 지휘조사1·2·3팀 |

## 관할센터 및 관할구역
부산중부소방서는 5개의 119안전센터와 1개의 구조대를 산하에 두고 있다.
| 명칭                     | 사진 | 주소                     | 관할구역                                                                  | 지역대 |
| ------------------------ | ---- | ------------------------ | ------------------------------------------------------------------------- | ------ |
| 중앙119안전센터          |      | 중구 중앙대로 110        | 중구 중앙동, 동광동, 광복동, 대창동, 영주동, 대청동 1·4가, 남포동 1·2·4가 |        |
| 부민119안전센터          |      | 서구 임시수도기념로 21-4 | 서구 동대신동, 서대신동, 부민동, 아미동, 중구 보수동 2·3가, 부용동        |        |
| 충무119안전센터          |      | 서구 충무대로 186        | 중구 남포동 3·5·6가, 서구 남부민동, 토성동, 충무동, 암남동, 초장동        |        |
| 창선119안전센터          |      | 중구 대청로 68-1         | 중구 창선동, 부평동, 신창동, 보수동 1가, 대청동 2·3가                     |        |
| 초량119안전센터          |      | 동구 중앙대로260길 7     | 동구 초량동                                                               |        |
| 부산중부소방서 119구조대 |      | 중구 중앙대로 110        | 부산광역시 중구 일부, 동구 일부, 서구                                     |        |

## 사건사고
- 부산역전 대화재 - 당시에는 부산소방서였다.
- 부산 국제고무공장 화재 - 현재는 부산항만소방서 관할이다.
- 부산 미국문화원 방화 사건
- 부산 범창콜드프라자 화재 사고
- 부산 실내사격장 화재 사고

## 같이 보기
- 대한민국 소방청
- 대한민국의 소방
- 소방관 계급